# Thể dục đường phố

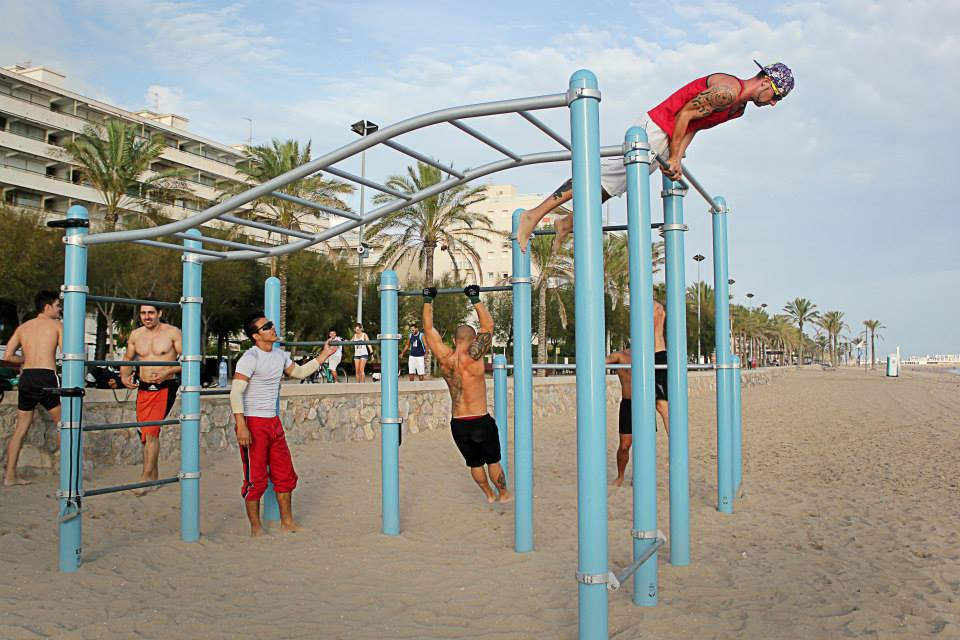
Thể dục đường phố

Thể dục đường phố là một hoạt động thể chất được thực hiện chủ yếu tại các sân bãi, công viên ngoài trời hoặc ở các công trình công cộng. Nó đã trở thành trào lưu phổ biến ở Nga, khu vực Đông Âu và Hoa Kỳ, nhất là tại thành phố New York và những khu đô thị của thành phố Baltimore, Myanmar và Maroc. Ngày nay nó đã lan tỏa ra khắp nơi trên thế giới. Thể dục đường phố là sự kết hợp của điền kinh, thể dục mềm dẻo và thể thao nói chung.